# アルマゲラOG短機関銃
アルマゲラOG短機関銃とは1942年にイタリアで開発された短機関銃である。

## 概要
イタリア人銃技師のジョバンニ・オリーアニによって試作型のOG-42が設計され、1944年には後継のOG-43を開発、生産は主にアルマゲラ社のクレモナ工場にて量産が開始された。
給弾方式としては、試作型OG-42では当時としては珍しい弾倉がトリガーの後方に配置している「ブルパップ方式」が採用されていたが、技術の難しさからOG-43では従来の装填方式に改められている。
銃全体は量産性を考慮し金属プレス加工を多用。バレルハウジングには冷却用の穴が多数空けられ、機関部には銃身とボルトが重なることなく前後に並ぶテレスコーピング・ボルト（通称：L字型ボルト）を採用している。 銃床（ストック）にはドイツのMP38短機関銃などで採用されている折り畳み式金属製の銃床が採用され、さらに銃身下部には折り畳み式木製フォアグリップが装着。銃床およびフォアグリップを折りたたんだ場合、 銃全体を非常にコンパクトにたたむ事が出来た。ただし後期生産型のOG-43では折り畳み式から木製銃床に変更されており、この有用性は失われている。
発射機構にはショートリコイル及びブローバック式を採用し、射撃時のフル/セミオートの切り替えが可能。弾薬には9x19mmパラベラム弾を用いた10～40発の複列弾倉 （ダブルスタックマガジン）が採用され発射速度も毎分500発を記録した。
OG-43はその後、銃床部分を完全に木製化させ安定性を高めたOG-44を開発するも、戦況の悪化からイタリア社会共和国（サロ政権）にて 生産中止が決定。結局14丁ほどしか生産されなかった。
ちなみに量産されたOG-43の一部は現在、イタリアのブレシアにあるベレッタ博物館にて展示されている。

## バリエーション
OG-42
初期生産型タイプブルパック式が検討されるも、結局採用されなかった。
OG-43
折り畳み式ストック及びフォアグリップを採用したタイプ、後にストック部分は木製化された。1944年から量産を開始。
OG-44
部分の完全木製化及び機関を改良させたタイプ。全長787mmで木製フォアグリップが廃止させるも、OG-43からは重量が若干増してしまった。